# Oyster Creek
Oyster Creek è un centro abitato degli Stati Uniti d'America, situato nella contea di Brazoria dello Stato del Texas.

## Società

### Evoluzione demografica
Secondo il censimento del 2000, c'erano 1.192 persone, 440 nuclei familiari, e 304 famiglie residenti nella città. La densità di popolazione era di 629,1 persone per miglio quadrato (243,5/km²). C'erano 527 unità abitative a una densità media di 278,1 per miglio quadrato (107,7/km²). La composizione etnica della città era formata dall'87,00% di bianchi, il 3,61% di afroamericani, l'1.59% di nativi americani, lo 0,42% di asiatici, il 5,29% di altre etnie, e il 2,10% di due o più etnie. Gli ispanici o latinos di qualunque razza erano il 16,86% della popolazione.
C'erano 440 nuclei familiari di cui il 32,7% avevano figli di età inferiore ai 18 anni, il 53,0% erano coppie sposate conviventi, il 10,0% aveva un capofamiglia femmina senza marito, e il 30,9% erano non-famiglie. Il 23,4% di tutti i nuclei familiari erano individuali e il 10,2% aveva componenti con un'età di 65 anni o più che vivevano da soli. Il numero di componenti medio di un nucleo familiare era di 2,64 e quello di una famiglia era di 3,14.
La popolazione era composta dal 30,2% di persone sotto i 18 anni, l'8.6% di persone dai 18 ai 24 anni, il 28,5% di persone dai 25 ai 44 anni, il 22,0% di persone dai 45 ai 64 anni, e il 10,7% di persone di 65 anni o più. L'età media era di 33 anni. Per ogni 100 femmine c'erano 104,5 maschi. Per ogni 100 femmine dai 18 anni in giù, c'erano 102,4 maschi.
Il reddito medio di un nucleo familiare era di 35.144 dollari, e quello di una famiglia era di 38.676 dollari. I maschi avevano un reddito medio pro capite di 35.000 dollari contro i 18.750 dollari delle femmine. Il reddito medio pro capite totale era di 15.000 dollari. Circa il 14,2% delle famiglie e il 19,2% della popolazione erano sotto la soglia di povertà, incluso il 29,5% di persone sotto i 18 anni e il 15,0% di persone di 65 anni o più.